# Nowe Kiejkuty
Nowe Kiejkuty (deutsch Neu Keykuth) ist ein Dorf in der polnischen Woiwodschaft Ermland-Masuren. Es gehört zur Gmina Dźwierzuty (Landgemeinde Mensguth) im Powiat Szczycieński (Kreis Ortelsburg).

## Geographische Lage
Nowe Kiejkuty liegt in der südlichen Mitte der Woiwodschaft Ermland-Masuren, zehn Kilometer nördlich der Kreisstadt Szczytno (deutsch Ortelsburg).
Das nach 1785 Neukeykuth, nach 1810 Neu-Keykutt und nach 1871 Neu Keikuth genannte Dorf wurde 1391 als Zinsdorf von Walpot von Bassenheim gegründet. Im Jahre 1519 zählte das Dorf 23 Haushaltungen. Die Große Pest 1709/1711 forderte von Keykuth zahlreiche Opfer. 1787 wurden die Vermögensverhältnisse der Bauern als „schlecht“ bezeichnet.
Die Separation war in Neu Keykuth 1872 abgeschlossen. 1874 wurde das Dorf in den neu errichteten Amtsbezirk Schöndamerau (polnisch Trelkowo) im ostpreußischen Kreis Ortelsburg eingegliedert, zu dem es bis 1945 gehörte. 427 Einwohner zählte Neu Keykuth im Jahre 1910. Aufgrund der Bestimmungen des Versailler Vertrags stimmte die Bevölkerung im Abstimmungsgebiet Allenstein, zu dem Neu Keykuth gehörte, am 11. Juli 1920 über die weitere staatliche Zugehörigkeit zu Ostpreußen (und damit zu Deutschland) oder den Anschluss an Polen ab. In Neu Keykuth stimmten 268 Einwohner für den Verbleib bei Ostpreußen, auf Polen entfiel eine Stimme.
Besondere Fortschritte in der wirtschaftlichen Entwicklung Neu Keykuths wurden durch die Verbesserung der Verkehrsverhältnisse geschaffen. 1910 wurde Neu Keykuth Bahnstation an der Bahnstrecke Rothfließ–Ortelsburg. In den 1930er-Jahren wurden die Straßen nach Mensguth Dorf (polnisch Dźwierzuty) über Jablonken (Jabłonka), nach Schöndamerau (Trelkowo) und Alt Keykuth (Stare Kiejkuty) aus- bzw. neugebaut. Die Einwohnerzahl allerdings sank bis 1933 auf 385, belief sich aber 1939 auf 400.
Neu Keykuth wurde 1945 in Kriegsfolge mit dem gesamten südlichen Ostpreußen an Polen überstellt und erhielt die polnische Namensform „Nowe Kiejkuty“. Heute ist das Dorf Sitz eines Schulzenamtes (polnisch Sołectwo) und als solches eine Ortschaft im Verbund der Landgemeinde Dźwierzuty (Mensguth) im Powiat Szczycieński (Kreis Ortelsburg), bis 1998 der Woiwodschaft Olsztyn, seither der Woiwodschaft Ermland-Masuren zugehörig.

## Kirche
Bis 1945 war Neu Keykuth in die evangelische Kirche Groß Schöndamerau (polnisch Trelkowo) in der Kirchenprovinz Ostpreußen der Kirche der Altpreußischen Union sowie in die katholische Kirche Ortelsburg (Szczytno) im damaligen Bistum Ermland eingepfarrt. Heute liegt Nowe Kiejkuty zwischen den evangelischen Kirchen Szczytno (Ortelsburg), Rańsk (Rheinswein) bzw. Dźwierzuty (Mensguth Dorf) in der Diözese Masuren der Evangelisch-Augsburgischen Kirche in Polen. Außerdem gehört es zur katholischen Pfarrei Trelkowo (Groß Schöndamerau) im jetzigen Erzbistum Ermland.

## Schule
Die im Zeitalter Friedrichs des Großen gegründete Schule bekam 1926 ein modernes Gebäude mit zwei Klassenzimmern sowie zwei Lehrerwohnungen. Letzte deutsche Lehrer waren Heinrich Kootz und Otto Hundertmark.

## Verkehr
Nowe Kiejkuty liegt an der verkehrstechnisch bedeutenden Woiwodschaftsstraße 600, die die Kreisstädte Mrągowo (Sensburg) und Szczytno (Ortelsburg) mit ihren Regionen verbindet. Einen direkten Anschluss an die Landesstraße 58 erhält Nowe Kiejkuty durch die Anschlussstraße von Stare Kiejkuty (Alt Keykuth).
Seit 1992 (Personenverkehr) bzw. 2002 (Güterverkehr) ist Nowe Kiejkuty vom Schienenverkehr abgekoppelt. Die Bahnstation ist geschlossen, und die Bahnanlagen werden seit 2015 demontiert. 